# 阿米耶瓦
阿米耶瓦，是西班牙阿斯图里亚斯的一个市镇。总面积114平方公里，总人口867人（2001年），人口密度8人/平方公里。